# Sueli Maria de Regino

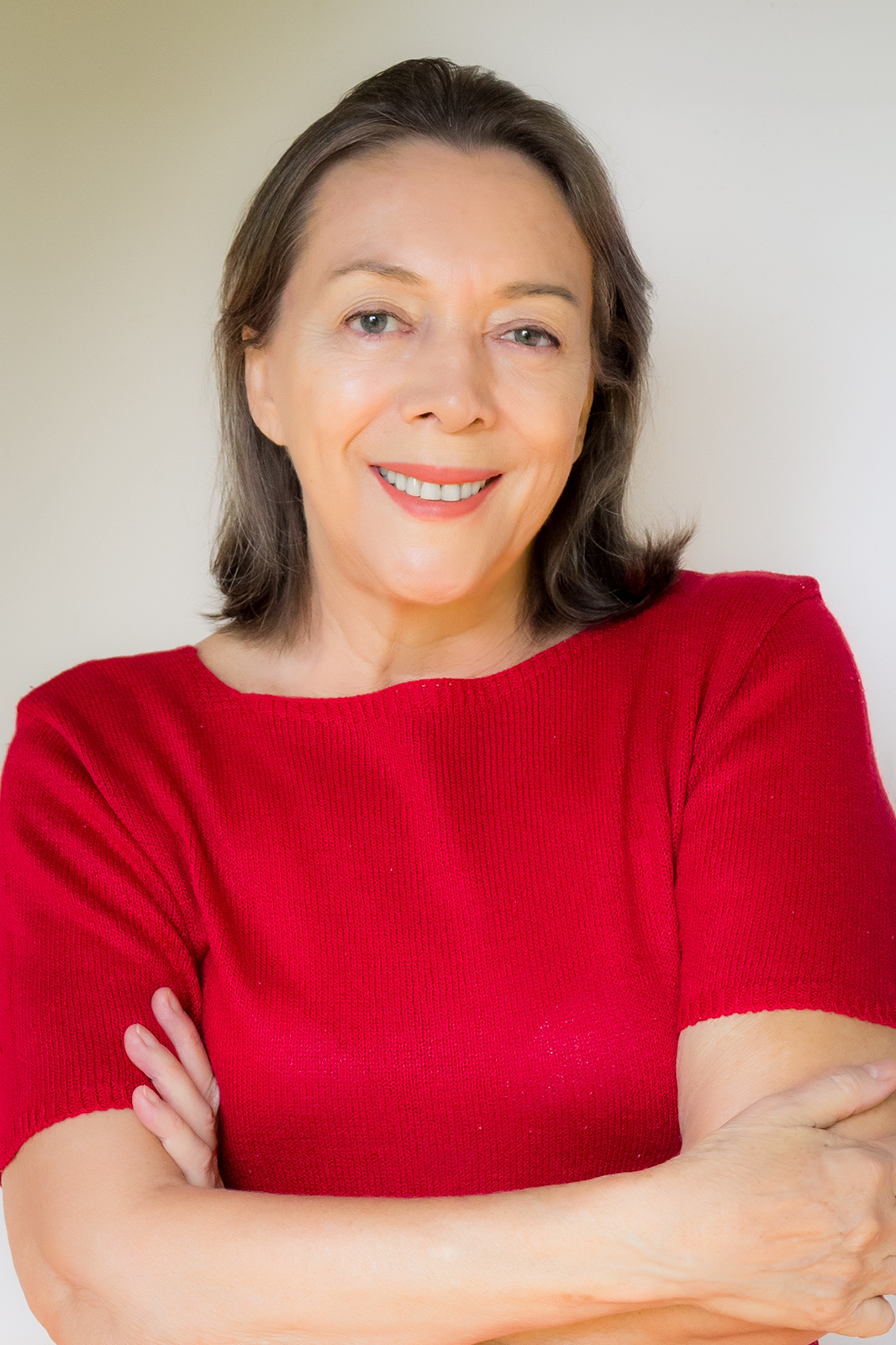
Prof. Sueli Maria de Oliveira Regino

Sueli Maria de Oliveira Regino (Rio de Janeiro, 23 de Abril de 1950), que assina sua obra de ficção como Maria de Regino, é escritora brasileira, criadora da Biblioteca Bilíngue Libras Português - Bibliolibras ,  tradutora, ilustradora e professora na Universidade Federal de Goiás. 

## Vida Profissional
A escritora Maria de Regino nasceu em 23 de abril de 1950, na cidade do Rio de Janeiro. De 1966 a 1968, estudou na Escola de Belas Artes do Rio de Janeiro. Em 1968 mudou-se para São Paulo, onde trabalhou com paisagismo e artes visuais. Alguns anos depois, entre 1976 e 1979, frequentou o Atelier de Artes da Unicamp, coordenado pela artista plástica Fúlvia Gonçalves, onde fez sua primeira exposição individual de xilogravuras, participando também de salões e coletivas, como o 12º Salão de Arte Contemporânea de Piracicaba (1979). Em 1980, mudou-se para Minas Gerais, onde continuou a exercer essas atividades, acrescentando atuação e direção em teatro amador. Em 1983 foi contratada pela FUNSEC (Fundação de Serviços de Educação e Cultura) da Prefeitura de Governador Valadares com a função de elaborar projetos culturais para a cidade de Governador Valadares em MG. Nesse mesmo ano, foi finalista do prêmio “APATEDEMG-Rede Globo”, com a peça infantil Caminho do Sonho, montada pelo Grupo Garimpeiros no Teatro Marília, em Belo Horizonte. Em 1985 recebeu o prêmio Hermilo Borba Filho, do INACEN, para dramaturgia de bonecos, com a peça “Do jeito que o diabo gosta”. Em 1987, convidada pelos curadores do “Projeto Pasolini”, foi um dos trinta artistas plásticos convidados para participar de exposição no Palácio das Artes, em Belo Horizonte. Mudou-se para Goiânia em 1987, onde começou a escrever novelas juvenis e contos infantis publicados pelas editoras Moderna (SP), Harbra (SP) e Saraiva (SP). Seu primeiro livro juvenil, Depois do Caos, foi publicado pela Editora Moderna, em 1990. Em 1997 terminou o Bacharelado em Português e Literatura pela Universidade Federal de Goiás e em 2007 defendeu a tese Verde Luna: o drama agro-lunar na dramaturgia de García Lorca, recebendo título de Doutora em Letras e Linguística. 
Atualmente leciona no Curso de Letras Libras, da Universidade Federal de Goiás, onde edita o periódico acadêmico Revista Sinalizar, coordena a Biblioteca Bilíngue de Literatura Infantil e Juvenil – Libras/Português (Bibliolibras), participando ainda como roteirista e locutora do programa Hora do Conto, levado ao ar pela TV UFG - Fundação Rádio e Televisão Educativa e Cultural – RTVE.
Em 2015, lançou a Revista Sinalizar, publicação acadêmica especializada em temas relacionados aos estudos da Libras e educação de surdos. Em 2017, criou a Biblioteca Biblioteca Bilíngue de Literatura Infantil e Juvenil – Libras / Português  (Bibliolibras) e escreveu adaptações de contos dos Irmãos Grimm para o programa “A hora do conto” da Fundação TV UFG. 
Em 2019 foi finalista do Prêmio Kindle de Literatura 3ª edição, com o romance Três luas de verão e uma figueira encantada.

## Vida Pessoal
Filha de Lelis de Oliveira Regino e de Therezinha Cândida de Oliveira.

## Principais obras
- Caminho do sonho  (1983) dramaturgia infantil
- Do jeito que o diabo gosta (1984) dramaturgia para bonecos
- Depois do Caos (1990) Ed. Moderna
- Muito além da imaginação (1992) Ed. Moderna (2006) Ed. Saraiva
- O planeta do amor eterno(1993) Ed. Moderna
- Memórias da escuridão (1995) Ed. Moderna
- Língua de Trapo(1997) Ed. Harbra
- É duro ser criança (1997) Ed. Harbra
- Eu e minha Cama (1997) Ed. Harbra
- Por causa de um pé (1997) Ed. Harbra
- O coral dó-ré-minhoca (1997) Ed. Harbra
- O código secreto (2005) Ed. Cânone
- Menino Passarinho (2009) Ed. RHJ
- Três luas de verão e uma figueira encantada (2019) Amazon

Traduções e adaptações
- Tradução e Adaptação: Teogonia e Trabalhos e Dias, Hesíodo (2010)
- Apologia de Sócrates, Platão (2013)
- Antígona, Sófocles (2014)
- Odisséia, Homero (2019) - uma adaptação para livro audiovisual português/ libras